# DJ Ilg
DJ Ilg, eig. Olli Hartonen, ist ein finnischer DJ. Er steht beim Label Warner Music Finland unter Vertrag.
2019 nahm er gemeinsam mit dem Sportreporter Antero Mertaranta die Single Löikö mörkö sisään? auf. Sie enthält Samples aus den Reportagen Mertarantas. Die Single erreichte Platz 6 der finnischen Singlecharts.

## Diskografie

### Singles
- 2019: Löikö mörkö sisään? (feat. Antero Mertaranta)